# ترمکوس
ترمکوس (به لاتین: Trękus) یک روستا در لهستان است که در Gmina Purda واقع شده‌است.